# Gebhard Büchel
Gebhard Büchel (* 21. Juni 1921 in Balzers; † nach 1954) war ein Liechtensteiner Leichtathlet, der auf den Zehnkampf spezialisiert war.
Büchel nahm bei den Olympischen Spielen 1948 in London teil. Im Zehnkampf belegte er den 14. Rang.
Seine persönliche Bestleistung stellte er 1946 mit 4340 Punkten auf.